# Estació de la Cadena
L'estació de la Cadena és una estació de ferrocarril localitzada al barri del Cabanyal-Canyamelar (districte dels Poblats Marítims) de València i que forma part de les línies 4 i 6 de l'operador Metrovalència. L'estació pertany a la zona tarifària A de Ferrocarrils de la Generalitat Valenciana (FGV) i l'Autoritat de Transport Metropolità de València (ATMV). L'adreça oficial de l'estació és l'avinguda dels Tarongers, número 39.

## Història

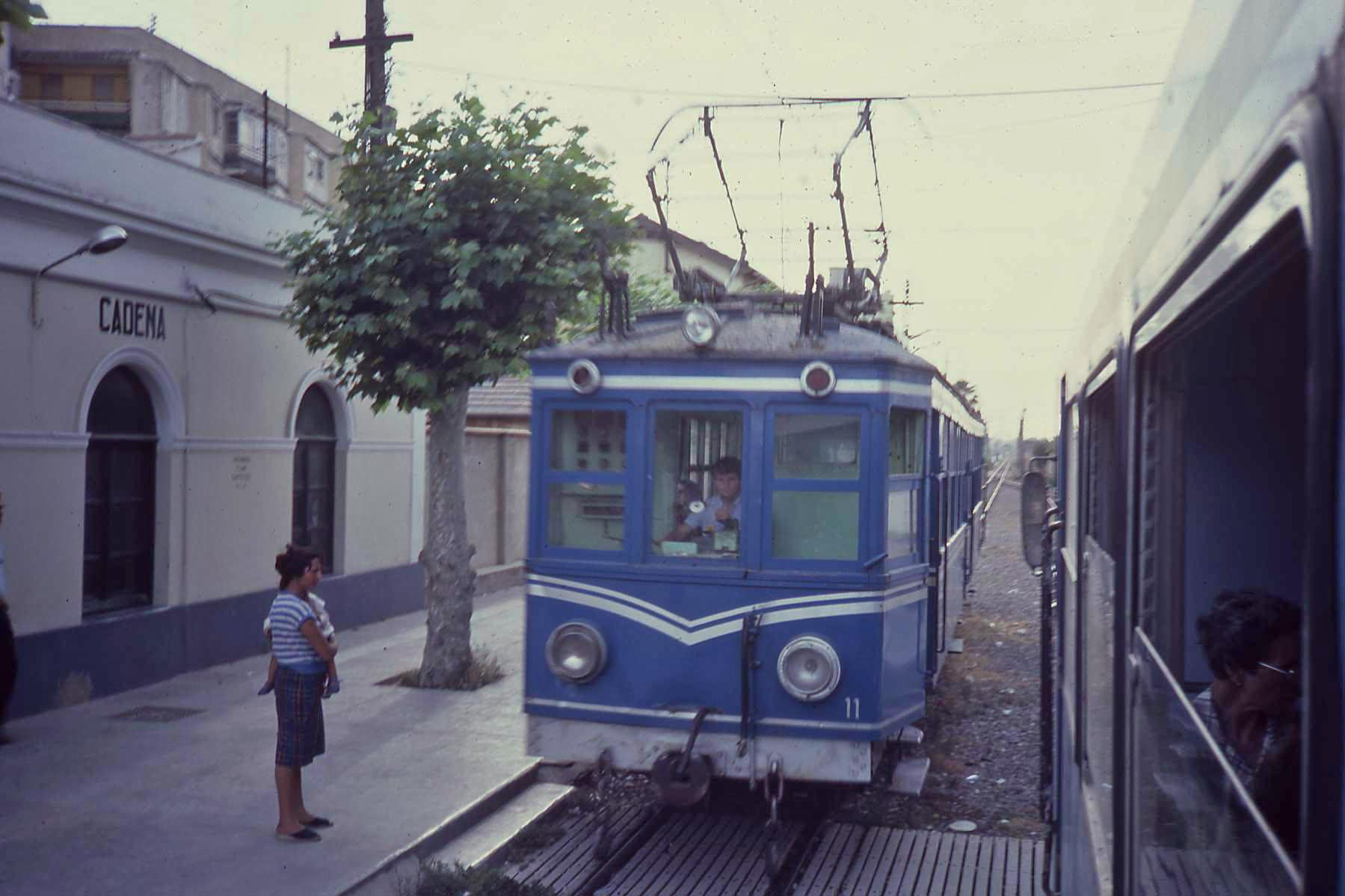
Antiga estació de la Cadena (1987)

La primigènia estació de la Cadena, ubicada molt a prop de l'actual, fou inaugurada el 8 de juliol de 1892 amb l'obertura per part de la Societat Valenciana de Tramvies (SVT) de la línia ferroviària des de València-Pont de Fusta al Grau. Ja com a propietat de FGV, el 30 de gener de 1990 passà per l'estació l'últim tren (una unitat de la Sèrie 3400 de FGV) abans que la línia fora clausurada i desmuntada i l'edifici enderrocat.
El 21 de maig de 1994, amb la posada en marxa de la nova línia 4 de Metrovalència, s'inaugurà l'actual estació, en aquesta ocasió com a part del nou traçat tramviari. El 27 de setembre de 2007, amb l'obertura de la línia 6 de Metrovalència que connecta Torrefiel amb el Grau de València, l'estació començà a rebre els nous tramvies de la nova línia.

## Distribució

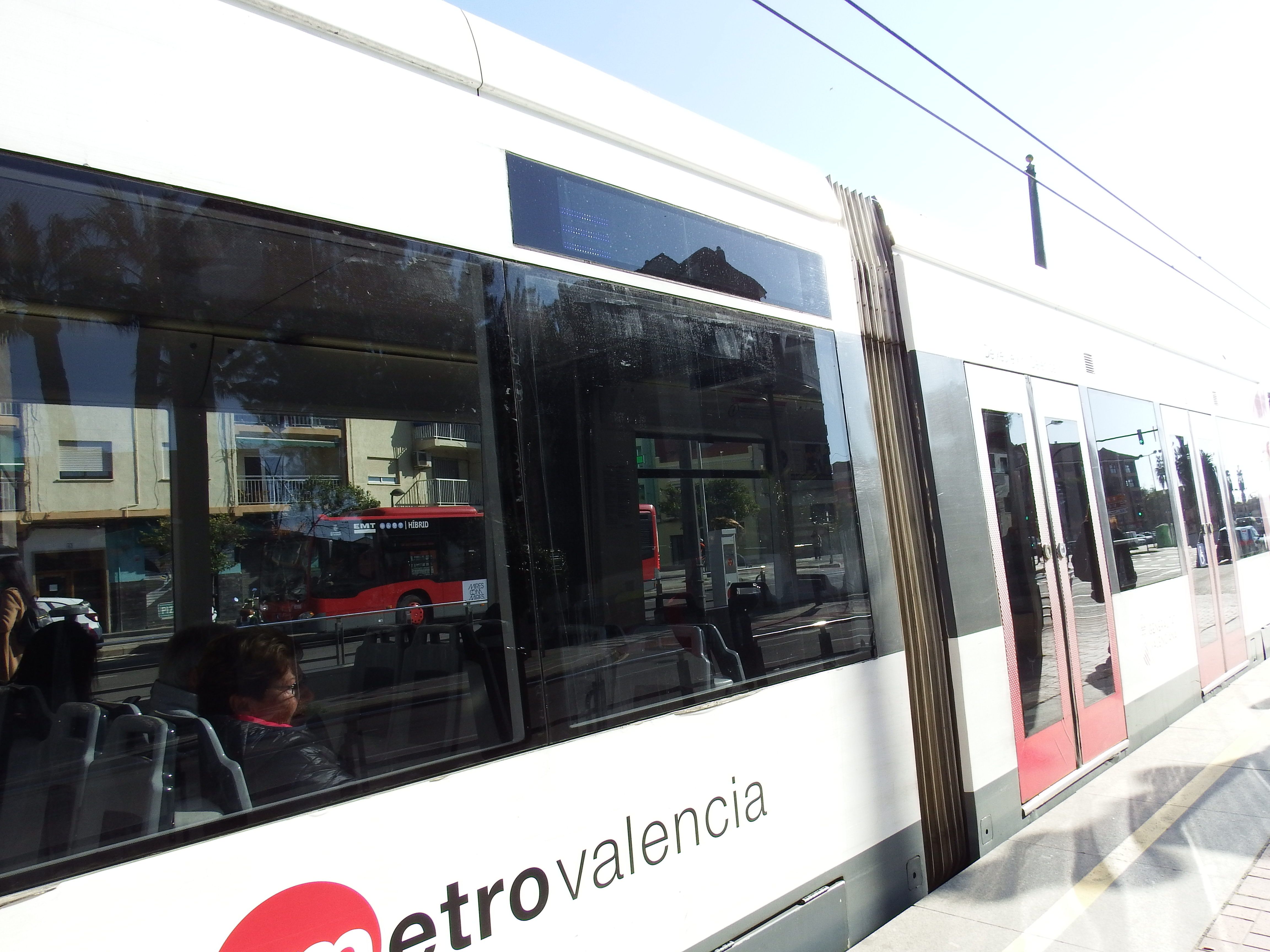
Sèrie 3800 a l'estació (2023)

La morfologia de l'estació, en superfície, és de dues vies paral·leles amb dues andanes a cada banda, també paral·leles. Les andanes no compten amb mampares de seguretat. Com a cada estació, a les andanes s'hi troba una xicoteta zona d'espera per a viatjers abillada amb bancs i màquines de venta de bitllets. L'estació està preparada per al servici a persones invidents, sordes i discapacitades físiques.
L'estació és de lliure accés en ser en superfície. S'hi troba localitzada a la part final de l'avinguda dels Tarongers, on comença el carrer de la séquia de la Cadena. L'estació connecta amb les línies d'autobús urbà de l'Empresa Municipal de Transports de València (EMT).

### Línies
| Procedència/Destinació          | <      | Línia | >                 | Procedència/Destinació |
| ------------------------------- | ------ | ----- | ----------------- | ---------------------- |
| Mas del Rosari/Fira de València | Beteró |       | Platja Malva-rosa | Doctor Lluch           |
| Tossal del Rei                  | Beteró | ...   | Platja Malva-rosa | Marítim                |